# Эшете, Джейд
Джейд Э́шете (англ. Jade Eshete, род. 9 января 1985, Бруклин) — американская актриса. Наиболее известна по роли Фары Блэк в телесериале «Холистическое детективное агентство Дирка Джентли».

## Биография
У Джейд Эшете гайанское и эфиопское происхождение. Она получила степень магистра инженерии в Городском колледже Нью-Йорка, а также была волонтёром в Национальном танцевальном институте, помогающем молодёжи города учиться танцам.
Эшете начала карьеру как модель, снимаясь для рекламы многих брендов, в том числе L’Oréal. После этого она появилась в небольших ролях в мюзиклах. Она также снялась в эпизодических ролях на телевидении, а также в короткометражном фильме.
Прорывом для Эшеты стала роль Фары Блэк в телесериале «Холистическое детективное агентство Дирка Джентли».

## Фильмография
| Год       |     | Русское название                                  | Оригинальное название                   | Роль                 |
| --------- | --- | ------------------------------------------------- | --------------------------------------- | -------------------- |
| 2012      | с   | Кайф с доставкой                                  | High Maintenance                        | Джейден              |
| 2014      | с   | Бездельник                                        | Deadbeat                                | пьяная девушка       |
| 2015      | кор |                                                   | Brooklove                               | Миа                  |
| 2016      | с   | Оттенки синего                                    | Shades of Blue                          | секретарь в приёмной |
| 2016—2017 | с   | Холистическое детективное агентство Дирка Джентли | Dirk Gently's Holistic Detective Agency | Фара Блэк            |
| 2017      | кор |                                                   | Ache                                    | Латойя               |